# Coup d'État de 1941 en Irak
Seconde Guerre mondiale
Batailles
Europe
- Pologne
- Drôle de guerre
- Guerre d'Hiver
- Danemark et Norvège
- France et Benelux
- Angleterre
- Balkans
- Front de l'Est
- Finlande
- Sicile
- Italie
- Laponie
- Front de l'Ouest (1944-1945)

Asie-Pacifique
- Chine
- Océan Pacifique
- Indochine française
- Asie du Sud-Est
- Birmanie et Inde
- Pacifique Sud-Ouest
- Japon
- Mandchourie et Corée du Nord

Méditerranée et Moyen-Orient
- Afrique du Nord
- Afrique de l'Est
- Mer Méditerranée
- Mer Adriatique
- Malte
- Yougoslavie
- Irak
- Syrie-Liban
- Iran
- Italie
- Dodécanèse
- Sud de la France

Autres campagnes
- Océan Atlantique
- Océan Arctique
- Bombardements stratégiques
- Amériques
- Afrique occidentale française
- Océan Indien

Coup d'État
- Yougoslavie
- Irak
- Italie
- Roumanie
- Bulgarie
- Hongrie

Le coup d'État de 1941 en Irak (en arabe : ثورة رشيد عالي الكيلاني, Thawrah Rašid'Alī al-kaylani), aussi appelé le coup d’État de Rashid Ali Al-Gaylani ou le coup du carré d'or, est un coup d'État nationaliste du royaume d'Irak de la Seconde Guerre mondiale. Organisé le 1er avril 1941, il permet de renverser le régime pro-britannique d'Abdelilah ben Ali el-Hachemi et son Premier ministre Nouri al-Said et d'installer un régime pro-Axe avec Rashid Ali al-Gaylani comme Premier ministre.
Le coup d'État est mené par quatre généraux de l'armée nationaliste irakienne, connus sous le nom de « Carré d'Or », qui avaient l'intention d'utiliser la guerre pour faire pression en faveur de l'indépendance totale de l'Irak après l'indépendance limitée accordée en 1932. À cette fin, ils collaborent avec les services de renseignement allemands et acceptent l'aide militaire de l'Allemagne nazie et de l'Italie fasciste. Le changement de gouvernement conduira à l'invasion britannique de l'Irak et à l'occupation qui suivra jusqu'en 1947.

## Coup d'État
De 1939 à 1941, un gouvernement pro-britannique dirigé par le régent 'Abd al-Ilah et le Premier ministre Nouri as-Said gouverne l'Irak. L'Irak rompt ses relations avec l'Allemagne le 5 septembre 1939, à la suite du déclenchement de la Seconde Guerre mondiale en Europe. Cependant, Nuri doit faire preuve de prudence entre ses relations étroites avec la Grande-Bretagne et sa dépendance à l'égard des officiers de l'armée et des membres du cabinet pro-allemands. À cette époque, l'Irak devient un refuge pour les dirigeants arabes qui fuyant la Palestine mandataire à la suite de l'échec de la révolte arabe palestinienne contre les Britanniques. Parmi les personnalités clés à arriver figure le Grand mufti de Jérusalem, Haj Amin al-Husseini, leader nationaliste arabe palestinien de la révolte avortée.
Le coup d'État du Carré d'Or est lancé le 1er avril 1941 renversant le régent et installant Rashid Ali al-Gaylani au poste de Premier ministre.

## Réponse britannique

### Déploiements des forces britanniques pour réprimer la révolte
Le 18 avril, la Grande-Bretagne réagit en débarquant à Bassorah la 20e brigade d'infanterie indienne, les premiers éléments de l'Iraqforce. La Grande-Bretagne affirme qu'elle a l'autorisation de le faire en vertu de son traité de défense avec l'Irak.

### Siège d'Habbaniya
Dans les jours suivant, le nouveau gouvernement irakien déplace des forces importantes au sol, y compris une brigade d'infanterie, une brigade d'artillerie, et 12 voitures blindées, ainsi que des chars sur le plateau surplombant la RAF Habbaniya, grande base britannique de la Royal Air Force (RAF) au bord de l'Euphrate à 80 km à l'ouest de Bagdad. À leur arrivée, les Irakiens exigent des Britanniques qu'ils ne déplacent pas de troupes ni d'avions à l'intérieur ou à l'extérieur de la base. Cependant, ceux-ci essuient un refus, les Britanniques exigeant d'abord qu'ils quittent la zone puis, après l'expiration d'un ultimatum donné aux premières heures du 2 mai, lancent une attaque. La base dispose d'une force de 96 avions légèrement armés, dont la plupart sont soit des avions d'entraînement spécialement conçus, soit des avions de combat obsolètes convertis à des fins d'entraînement. Ils disposent également d'un bataillon en sous-effectif du King's Own Royal Regiment (Lancaster) (en), six compagnies d'Assyrian Levies (troupes levées par les Britanniques), 18 véhicules blindées et une compagnie de la RAF, soit un effectif total de 2 200 soldats pour la défense de la base. L'armée de l'air royale irakienne, malgré le fait qu'elle dispose d'avions comprenant de nombreuses machines modernes de construction britannique, italienne et américaine, échoue à vaincre la RAF. Le deuxième jour des combats (3 mai), quatre chasseurs-bombardiers Blenheim arrivent en renfort.
Les forces britanniques ayant la supériorité aérienne, l'armée irakienne est forcée de retourner à Falloujah. La RAF attaque les bases de l'armée de l'air irakienne à Mossoul et Rashid. Habbaniya avait essentiellement levé le siège avec ses propres ressources.
Les renforts, officiellement appelés « Iraqforce », viennent de deux directions. Les forces de la Légion arabe et britannique sont déployées en deux colonnes (Habforce et Kingcol) à travers le désert depuis la Palestine et la Transjordanie. Des forces indiennes supplémentaires continuent d'arriver à Bassorah.
L'armée irakienne est chassée de Falloujah et poursuivie jusqu'à Bagdad, qui tombe en une semaine. Cela ouvrira la voie à la restauration nominale du régent et du gouvernement pro-britannique. L'occupation militaire britannique de l'Irak se poursuivra jusqu'à la fin de 1947.

## Soutien allemand et italien aux nationalistes

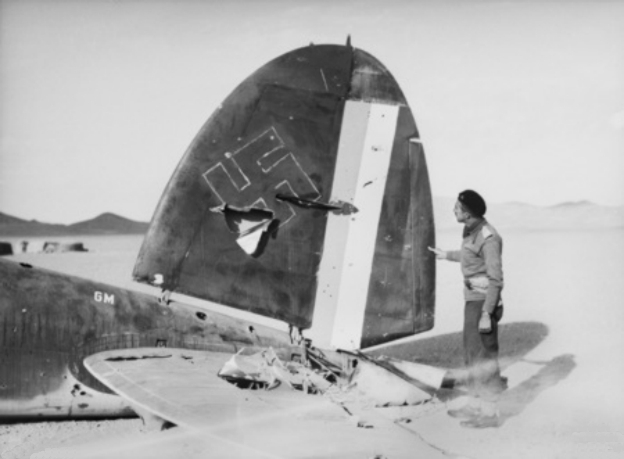
Empennage d'un bombardier Heinkel He 111 abattu avec des marques allemandes et irakiennes.

Au cours de la guerre en Irak, des renforts mineurs destinés aux nationalistes ont été reçus d'abord d'Allemagne puis d'Italie. Les avions à l'arrivée étaient grossièrement peints aux couleurs irakiennes. Un petit nombre de bombardiers et de chasseurs lourds de la Luftwaffe (armée de l'air allemande), suivis quelques jours plus tard par des chasseurs biplans obsolètes de la Regia Aeronautica (armée de l'air italienne), ont effectué des missions depuis Mossoul contre la base RAF Habbaniya et les forces de relève de l'Empire venant de Transjordanie. Mais cela eut très peu d'effet.
Les autorités françaises vichyste en Syrie et au Liban avaient aidé à la fois les nationalistes irakiens pro-Axe et les forces aériennes allemandes et italiennes, en leur fournissant des aérodromes pour la préparation et le ravitaillement. Même avant la fin de la campagne en Irak, cela conduira à des attaques de la RAF contre des bases aériennes en Syrie. En quelques semaines, ces événements ont conduit les forces britanniques et impériales à envahir la Syrie et le Liban administrés par le régime de Vichy dans le cadre de la campagne Syrie-Liban.